# Serbino
Serbino (russisch Сербино) ist ein russisches Dorf in der Oblast Pskow im Rajon Pljussa (Плюсский район). Der Ort liegt auf einer Höhe von etwa 70 Metern über dem Meeresspiegel, etwa zwei Kilometer vom rechten Ufer des rechten Narva-Nebenflusses Pljussa entfernt.
Das Dorf gehört zur Landgemeinde (selskoje posselenije) Ljadskaja wolost. Das Rajonzentrum, die Siedlung städtischen Typs Pljussa ist 50 km Luftlinie in ostsüdöstlicher, der Verwaltungssitz der Wolost, das Dorf Ljady etwa 11 km in östlicher Richtung entfernt.
Durch das Dorf verläuft die Regionalstraße R61, die von der Fernstraße M20 durch den Nordteil der Oblast über Pljussa und Ljady nach Gdow am Ilmensee führt.